# Landsarkiv
Landsarkiv var i Danmark indtil 2014 betegnelsen for et landsdelsarkiv under Statens Arkiver. Den 1. oktober 2014 blev Statens Arkiver omorganiseret og fik i stedet navnet Rigsarkivet efter organisationens hovedarkiv i København. Ved samme lejlighed forsvandt betegnelsen landsarkiv.
Landsarkivernes formål, der videreføres i den nye organisation, er at indsamle og opbevare arkivalier fra landsdelens myndigheder. Dvs. amter, kommuner, stifter, retskredse m.v. I et vist omfang modtager arkiverne også arkivalier fra private, f.eks. godsarkiver. De fire landsarkiver i Danmark var følgende:
- Landsarkivet for Nørrejylland i Viborg (kaldes nu Rigsarkivet, Viborg).
- Landsarkivet for Sønderjylland i Åbenrå (kaldes nu Rigsarkivet, Aabenraa).
- Landsarkivet for Fyn i Odense (kaldes nu Rigsarkivet, Odense).
- Landsarkivet for Sjælland, Lolland-Falster og Bornholm i København (kaldes nu Rigsarkivet, København).

På arkiverne opbevares bl.a. kirkebøger, tingbøger, skifteprotokoller og fæsteprotokoller fra arkivernes område. Derudover har hvert arkiv på sin læsesal samlinger af mikrofiche og mikrofilm med bl.a. kirkebøger og folketællinger fra hele landet.